# Sistema di ricompensa
DipendenzaStato medico caratterizzato da ricerca compulsiva di stimoli gratificanti, nonostante le conseguenze negative
Comportamento di dipendenzaComportamento che è al tempo stesso gratificante e di rinforzo
Farmaco-dipendenzaFarmaco che è al tempo stesso gratificante e di rinforzo
TossicodipendenzaStato di adattamento associato a una sindrome di astinenza al momento della cessazione dell'esposizione ripetuta a uno stimolo (ad esempio, l'assunzione di farmaci)
Tolleranza inversa o sensibilizzazione al farmacoEffetto crescente di un farmaco derivante dalla somministrazione ripetuta a una data dose
Sindrome da astinenzaSintomi che si verificano al momento della cessazione del consumo ripetuto di sostanze
Dipendenza fisicaDipendenza che comprende i sintomi persistenti di astinenza fisica-somatico (ad esempio, la fatica e il delirium tremens)
Dipendenza psicologicaDipendenza che comprende i sintomi di astinenza emotivo-motivazionali (ad esempio, disforia e anedonia)
Stimoli rinforzoStimoli che aumentano la probabilità di comportamenti ripetuti associati loro
Stimoli gratificantiStimoli che il cervello interpreta come intrinsecamente positivo o come qualcosa a cui avvicinarsi
SensibilizzazioneRisposta aumentata a uno stimolo derivante dalla ripetuta esposizione a esso
Disturbo da uso di sostanzeCondizione in cui l'uso di sostanze porta a una compromissione funzionale significativa o disagio
TolleranzaDiminuzione dell'effetto di un farmaco dovuto alla somministrazione ripetuta a una data dose
Il sistema di ricompensa è un gruppo di strutture neurali responsabili della motivazione, dell'apprendimento associativo e delle emozioni positive, in particolare quelle che coinvolgono il piacere come componente fondamentale (ad esempio, gioia, euforia ed estasi).
La ricompensa è la proprietà attraente e motivazionale di uno stimolo che induce un comportamento appetitivo, noto anche come comportamento di approccio o comportamento di consumazione.  Nella descrizione di uno stimolo gratificante (ovvero, una ricompensa), una review della letteratura sulle neuroscienze della ricompensa ha sottolineato che "qualsiasi stimolo, oggetto, evento, attività o situazione che ha il potenziale per farci avvicinare e consumare è per definizione una ricompensa". Nel condizionamento operante, gli stimoli gratificanti funzionano come rinforzi positivi; È vera anche la dichiarazione contraria: i rinforzi positivi sono gratificanti.
Le ricompense primarie sono quelle necessarie per la sopravvivenza di sé stessi e della prole, e comprendono le ricompense omeostatiche (ad esempio, il cibo) e riproduttive (ad esempio, il sesso e gli investimenti parentali).
Le ricompense intrinseche sono ricompense incondizionate: sono attraenti e motivano il comportamento perché sono intrinsecamente piacevoli.
Le ricompense estrinseche (ad esempio, il denaro) sono ricompense condizionate: sono attraenti e motivano il comportamento, ma non sono intrinsecamente piacevoli. Le ricompense estrinseche derivano il loro valore motivazionale dal risultato di un'associazione indotta (cioè condizionata) con ricompense intrinseche.  Tuttavia possono anche suscitare piacere (ad esempio, vincere alla lotteria) dopo essere state condizionate con ricompense intrinseche.

## Definizione
Nelle neuroscienze, il sistema di ricompensa è un insieme di strutture cerebrali e percorsi neuronali che sono responsabili della cognizione legata alla ricompensa, incluso l'apprendimento associativo (principalmente condizionamento classico e rinforzo operante), la salienza dell'incentivo (cioè la motivazione e il desiderio o craving) e le emozioni con valenza positiva, in particolare le emozioni che coinvolgono il piacere.
I termini comunemente usati per descrivere il comportamento correlato alla componente di desiderio ("wanting") della ricompensa includono comportamento appetitivo, comportamento di approccio, comportamento preparatorio, comportamento strumentale, comportamento anticipatorio e ricerca [10]. I termini comunemente usati per descrivere il comportamento correlato alla componente di gradimento o di piacere ("liking") della ricompensa includono comportamento consumatorio e comportamento di appropriazione.
Le tre funzioni principali delle ricompense sono la loro capacità di:
1. produrre apprendimento associativo (cioè, condizionamento classico e rinforzo operante);[5]
2. influenzare il processo decisionale e indurre comportamenti di approccio (attraverso l'assegnazione di salienza motivazionale a stimoli gratificanti);[5]
3. suscitare emozioni a valenza positiva, in particolare piacere.[5]

## Anatomia
Le strutture cerebrali che compongono il sistema di ricompensa sono all'interno del circuito corteccia-gangli basali-talamo; i gangli della base guidano l'attività del circuito all'interno del sistema di ricompensa. La maggior parte delle cellule che collegano le strutture all'interno del sistema di ricompensa sono interneuroni glutamatergici, GABAergici, neuroni medio spinosi, e neuroni a proiezione dopaminergica, anche se contribuiscono altri tipi di neuroni di proiezione  (ad esempio, i neuroni di proiezione oressinergici). Il sistema di ricompensa comprende l'area tegmentale ventrale, lo striato ventrale (in primo luogo il nucleus accumbens, ma anche il tubercolo olfattivo), lo striato dorsale (vale a dire, il nucleo caudato e putamen), la substantia nigra (vale a dire, la pars compacta e la pars reticulata), la corteccia prefrontale, la corteccia cingolata anteriore, la corteccia insulare, l'ippocampo, l'ipotalamo (in particolare, il nucleo oressinergico nell'ipotalamo laterale), il talamo (più nuclei), il nucleo subtalamico, il globo pallido (sia esterno che interno), il pallido ventrale, il nucleo parabrachiale, l'amigdala, e il resto della amigdala estesa.
Tra i percorsi che collegano le strutture nel circuito corteccia-gangli basali-talamo, il gruppo di neuroni conosciuti come la via dopaminergico-mesolimbica, che collegano la zona ventrale tegmentale (VTA) al nucleus accumbens (NAcc), insieme ai neuroni GABAergici D1, è una componente fondamentale del sistema di ricompensa, direttamente coinvolta nella percezione immediata della componente motivazionale di una ricompensa (vale a dire, il "wanting"). La maggior parte delle vie della dopamina (per esempio, i neuroni che utilizzano il neurotrasmettitore dopamina per trasmettere un segnale ad altre strutture) che hanno origine nella VTA fanno parte del sistema di ricompensa;  in questi percorsi, la dopamina agisce sui recettori D1 o D2, per stimolare (con i D1) o inibire (con i D2) la produzione di cAMP. I neuroni GABAergici medio spinosi dello striato fanno parte del sistema di ricompensa. I nuclei di proiezione glutammatergica nel nucleo subtalamico, la corteccia prefrontale, l'ippocampo, il talamo, e l'amigdala si collegano ad altre parti del sistema di ricompensa attraverso la via del glutammato.  Il fascio proencefalico mediale, che si compone di neuroni monoaminici che proiettano da diversi nuclei distinti, fa parte anch'esso del sistema di ricompensa.
Esistono due teorie riguardo all'attività del nucleus accumbens nella generazione del piacere e del desiderio. L'ipotesi di inibizione (o iperpolarizzazione) propone che il nucleus accumbens eserciti effetti inibitori tonici su strutture a valle come il pallidum ventrale, l'ipotalamo o l'area tegmentale ventrale, e che nell'inibire gli MSNs nel nucleus accumbens (NAcc), queste strutture siano eccitate, "causando" comportamenti correlati alla ricompensa. Mentre gli agonisti dei recettori GABAergici sono in grado di suscitare reazioni di "gradimento" e "desiderio" nel nucleus accumbens, gli input glutaminergici dell'amigdala basolaterale, dell'ippocampo ventrale e della corteccia prefrontale mediale possono guidare la salienza degli incentivi. Tuttavia, mentre la maggior parte degli studi rileva che i neuroni del NAcc riducono l'attività in risposta alla ricompensa, una serie di studi trova la risposta opposta. Ciò ha portato alla proposta dell'ipotesi di disinibizione (o depolarizzazione), che propone che l'eccitazione dei neuroni del NAcc, o almeno certi sottoinsiemi, guidino il comportamento correlato alla ricompensa.
Dopo quasi 50 anni di ricerca sulla stimolazione cerebrale della ricompensa (brain stimulation reward, BSR), gli esperti hanno certificato che dozzine di siti nel cervello sono coinvolti nei meccanismi dell'autostimolazione intracranica. Le regioni includono l'ipotalamo laterale e i fasci del proencefalo mediale, che sono particolarmente efficaci. La stimolazione attiva le fibre che formano i percorsi ascendenti; le vie ascendenti includono la via mesolimbica della dopamina, che si proietta dall'area tegmentale ventrale al nucleus accumbens. Esistono diverse spiegazioni sul motivo per cui la via mesolimbica della dopamina è fondamentale per i circuiti che mediano la ricompensa. Innanzitutto, vi è un marcato aumento del rilascio di dopamina dalla via mesolimbica quando gli animali si impegnano nell'autostimolazione intracranica. In secondo luogo, gli esperimenti indicano costantemente che la ricompensa ottenuta dalla stimolazione del cervello stimola il rinforzo di percorsi normalmente attivati da ricompense naturali, e la ricompensa del farmaco o l'auto-stimolazione intracranica possono esercitare un'attivazione più potente dei meccanismi di ricompensa naturali, perché attivano il centro di ricompensa direttamente piuttosto che attraverso i nervi periferici. Terzo, quando agli animali vengono somministrati farmaci che creano dipendenza o si impegnano in comportamenti naturalmente gratificanti, come l'alimentazione o l'attività sessuale, c'è un marcato rilascio di dopamina nel nucleus accumbens. Tuttavia, la dopamina non è l'unica sostanza del cervello implicato nel sistema di ricompensa.

### Centri del piacere
Il piacere è un componente della ricompensa, ma non tutte le ricompense sono piacevoli (ad esempio, il denaro non suscita piacere a meno che questa risposta non sia condizionata). Gli stimoli che sono naturalmente piacevoli e, quindi, attraenti, sono noti come ricompense intrinseche, mentre gli stimoli che sono attraenti e motivano il comportamento di avvicinamento, ma non sono intrinsecamente piacevoli, sono definiti ricompense estrinseche. Le ricompense estrinseche (ad es. il denaro) sono gratificanti come risultato di un'associazione appresa con una ricompensa intrinseca. In altre parole, le ricompense estrinseche funzionano come calamite motivazionali che suscitano reazioni di "volere", ma non di "piacere", una volta acquisite.
Il sistema di ricompensa contiene centri di piacere, o hotspot edonici - cioè strutture cerebrali che mediano il piacere o reazioni da ricompense intrinseche. Gli hotspot edonici sono stati identificati in sottocomponenti all'interno del guscio del nucleus accumbens, nel globo pallido ventrale, nel nucleo parabrachiale, nella corteccia orbitofrontale (OFC) e nella corteccia insulare.
Gli hotspot edonici sono funzionalmente collegati, in quanto l'attivazione di un hotspot determina il reclutamento degli altri, come indicato dall'espressione indotta del c-Fos, un gene immediato precoce. Inoltre, l'inibizione di un hotspot provoca l'indebolimento degli effetti dell'attivazione di un altro hotspot. Pertanto, l'attivazione simultanea di ogni hotspot edonico all'interno del sistema di ricompensa è ritenuta necessaria per generare la sensazione di un'euforia intensa.

### Desiderio

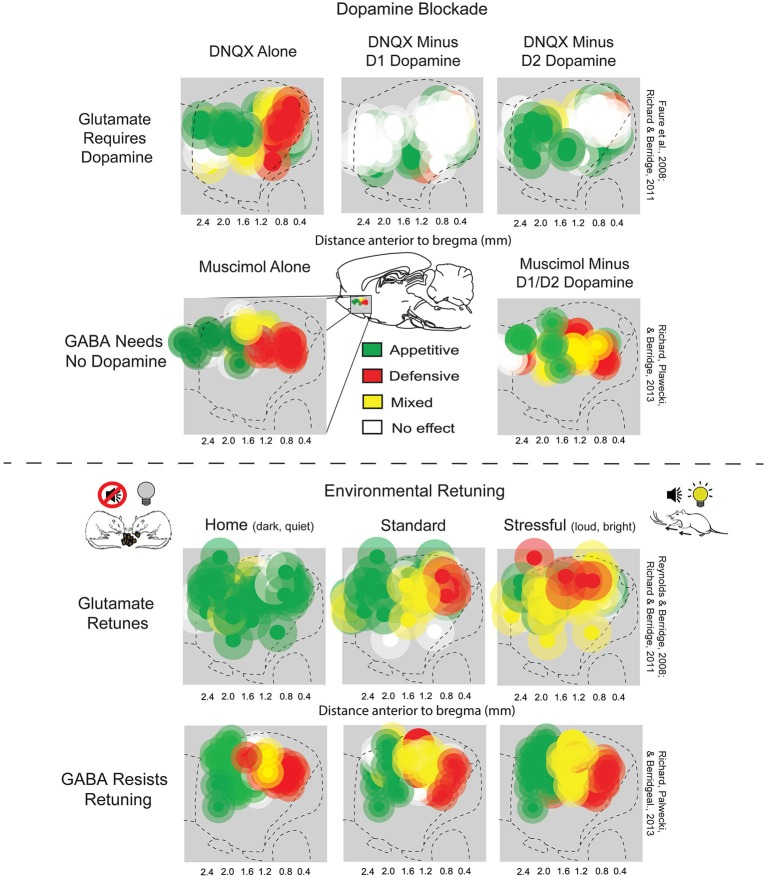
Regolazione delle reazioni appetitive e difensive nel guscio del nucleus accumbens. (Sopra) Il blocco dell'AMPA richiede il funzionamento di D1 per produrre comportamenti motivati, indipendentemente dalla valenza, e il funzionamento di D2 per produrre comportamenti difensivi. L'agonismo del GABA, d'altra parte, non richiede la funzione del recettore della dopamina. (Sotto) l'espansione delle regioni anatomiche che producono comportamenti difensivi sotto stress e comportamenti appetitivi nell'ambiente domestico prodotti dall'antagonismo dell'AMPA. Questa flessibilità è meno evidente con l'agonismo del GABA.

La salienza dell'incentivo è l'attributo "wanting" o "desiderio" dello stimolo, che include una componente motivazionale, assegnata allo stimolo gratificante dal guscio del nucleus accumbens (NAcc). Il grado di neurotrasmissione della dopamina nel guscio NAcc dalla via mesolimbica è altamente correlato con l'entità della salienza dell'incentivo per gli stimoli gratificanti.
L'attivazione della regione dorsorostrale del nucleus accumbens correla con l'aumento del desiderio senza aumenti concomitanti del gradimento. Tuttavia, la neurotrasmissione dopaminergica nel guscio del nucleus accumbens è responsabile non solo della salienza motivazionale appetitiva (cioè la salienza incentivante) verso stimoli gratificanti, ma anche di una salienza motivazionale avversiva, che dirige il comportamento lontano da stimoli indesiderabili. Nello striato dorsale, l'attivazione dei recettori D1 che esprimono i MSN produce una salienza incentivante appetitiva, mentre l'attivazione dei recettori D2 degli MSN produce avversione. Nel NAcc, tale dicotomia non è così netta e l'attivazione di entrambi i recettori D1 e D2 è sufficiente per migliorare la motivazione, probabilmente attraverso la disinibizione del VTA attraverso l'inibizione del pallido ventrale.
La teoria della stimolazione-sensibilizzazione di Robinson e Berridge (1993) ha proposto che la ricompensa contenga componenti psicologiche separabili: desiderio (incentivo) e gradimento (piacere). Per spiegare il contatto con un certo stimolo come il cioccolato, ci sono due fattori indipendenti al lavoro: il nostro desiderio di avere il cioccolato (wanting) e l'effetto del piacere del cioccolato (liking). Secondo Robinson e Berridge, volere e apprezzare sono due aspetti dello stesso processo, quindi le ricompense sono solitamente ricercate e gradite allo stesso modo. Tuttavia, volere e apprezzare cambiano anche indipendentemente in determinate circostanze. Ad esempio, i ratti che non mangiano dopo aver ricevuto dopamina (sperimentando una perdita di desiderio per il cibo) si comportano come se amassero ancora il cibo. In un altro esempio, gli elettrodi di auto-stimolazione attivati nell'ipotalamo laterale dei ratti aumentano l'appetito, ma provocano anche più reazioni avverse a gusti come zucchero e sale; a quanto pare, la stimolazione aumenta il wanting ma non il liking. Tali risultati dimostrano che il nostro sistema di ricompense include processi indipendenti di volontà e gradimento. Si ritiene che il componente di wanting sia controllato da percorsi dopaminergici, mentre si pensa che il componente di liking sia controllato da circuiti cerebrali oppioidi e GABAergici.

### Animalivsesseri umani
Gli animali imparano velocemente a premere una barra per ottenere un'iniezione di oppiacei direttamente nel tegmentum del mesencefalo o nel nucleus accumbens. Gli stessi animali non cercano di ottenere gli oppiacei, se i neuroni dopaminergici della via mesolimbica sono inattivati. In questa prospettiva, gli animali, come gli umani, si comportano in modo tale da aumentare il rilascio di dopamina.
Kent Berridge, ricercatore in neuroscienze affettive, ha scoperto che i gusti dolci (graditi) e amari (non graditi) producevano espressioni orofacciali distinte, e queste espressioni erano mostrate allo stesso modo da neonati umani, oranghi e ratti. Ciò dimostra che il piacere ha caratteristiche oggettive ed è essenzialmente lo stesso tra le varie specie animali. La maggior parte degli studi di neuroscienze ha dimostrato che più dopamina viene rilasciata dalla ricompensa, più efficace è la ricompensa. Questo è chiamato impatto edonistico, che può essere modificato dallo sforzo per la ricompensa e dalla ricompensa stessa. Berridge scoprì che il blocco dei sistemi dopaminergici non sembrava cambiare la reazione positiva a qualcosa di dolce (come misurato dall'espressione facciale). In altre parole, l'impatto edonico non cambia in base alla quantità di zucchero presente nello stimolo. Questo dato ha confutato l'assunto che la dopamina media il piacere. Anche con alterazioni della dopamina più intense, i dati sembravano rimanere costanti.
Berridge ha sviluppato quindi l'ipotesi della salienza dell'incentivo per spiegare l'aspetto di desiderio nella ricompensa. Questa ipotesi spiega l'uso compulsivo di droghe da parte dei tossicodipendenti anche quando il farmaco non produce più euforia, e il desiderio sperimentato anche dopo che l'individuo ha finito di attraversare la fase di astinenza. I tossicodipendenti rispondono a determinati stimoli che comportano cambiamenti neurali causati dalle droghe. Questa sensibilizzazione nel cervello è simile all'effetto della dopamina, perché si verificano reazioni di wanting e liking. Il cervello e il comportamento umano e animale subiscono cambiamenti simili riguardo ai sistemi di ricompensa, poiché questi sistemi sono determinanti nel causare i comportamenti legati alla ricerca della ricompensa.

## Apprendimento
Gli stimoli gratificanti possono guidare l'apprendimento sia sotto forma di condizionamento classico (condizionamento pavloviano) che di condizionamento operante (condizionamento strumentale). Nel condizionamento classico, una ricompensa può agire come uno stimolo incondizionato che, associato allo stimolo condizionato, induce lo stimolo condizionato a suscitare sia le risposte muscoloscheletriche (sotto forma di semplici comportamenti di approccio o di evitamento) sia le risposte vegetative. Nel condizionamento operante, una ricompensa può agire da rinforzo in quanto aumenta o sostiene azioni che portano a sé stessa. I comportamenti appresi possono o meno essere sensibili al valore dei risultati a cui guidano; i comportamenti sensibili alla contingenza di un risultato e al valore finale sono detti diretti all'obiettivo, mentre le azioni che sono insensibili alla contingenza o al valore sono chiamate abitudini. Questa distinzione è pensata per riflettere due forme di apprendimento, "apprendimento libero" o "apprendimento modellato". Il modello di apprendimento libero implica la semplice memorizzazione e l'aggiornamento. Al contrario, l'apprendimento modellato comporta l'archiviazione e la costruzione di un modello interno di eventi che consente l'inferenza e la previsione flessibile. Sebbene il condizionamento pavloviano sia generalmente considerato privo di modellamento, la salienza incentivante assegnata a uno stimolo condizionato è flessibile per quanto riguarda i cambiamenti negli stati motivazionali interni.
Distinti sistemi neurali sono responsabili delle associazioni di apprendimento tra stimoli e risultati, azioni e risultati, stimoli e risposte. Sebbene il condizionamento classico non sia limitato al sistema di ricompensa, il potenziamento delle prestazioni strumentali da parte degli stimoli (cioè trasferimento pavloviano-strumentale) richiede l'intervento del nucleus accumbens. L'apprendimento strumentale abituale e finalizzato dipendono rispettivamente dallo striato laterale e dallo striato mediale.
Durante l'apprendimento strumentale, le opposte variazioni nel rapporto tra i recettori AMPA e NMDA e le ERK (Extracellular signal-regulated kinases) fosforilate si verificano nei recettori di tipo D1 e di tipo D2, che costituiscono rispettivamente i percorsi diretti e indiretti. Questi cambiamenti nella plasticità sinaptica e nell'apprendimento correlato dipendono dall'attivazione dei recettori striatali D1 e NMDA. La cascata intracellulare attivata dai recettori D1 comporta il reclutamento della proteina chinasi A, e attraverso la conseguente fosforilazione di DARPP-32, l'inibizione delle fosfatasi che disattivano l'ERK. I recettori NMDA attivano l'ERK attraverso un percorso Ras-Raf-MEK-ERK diverso ma correlato. L'attivazione mediata NMDA di ERK è di per sé auto-limitata, poiché l'attivazione di NMDA inibisce anche l'inibizione mediata da PKA della fosfatasi disattivante di ERK. Tuttavia, quando le cascate D1 e NMDA sono co-attivate, lavorano in sinergia, e l'attivazione risultante di ERK regola la plasticità sinaptica sotto forma di ristrutturazione spinale, trasporto dei recettori AMPA, regolazione del CREB e aumento dell'eccitabilità cellulare attraverso l'inibizione di Kv4.2

## Storia

La gabbia di Skinner

Il primo indizio sulla presenza di un sistema di ricompensa nel cervello è venuto da una scoperta incidentale di James Olds e Peter Milner nel 1954. Essi scoprirono che i topi eseguivano comportamenti come la pressione di una barra, per somministrare una breve scarica di stimolazione elettrica a specifici siti nei loro cervelli. Questo fenomeno è chiamato autostimolazione intracranica, o stimolazione cerebrale della ricompensa. In genere, i ratti premono una leva centinaia o migliaia di volte all'ora per ottenere questa stimolazione cerebrale, fermandosi solo quando sono esausti. Durante il tentativo di insegnare ai topi come risolvere i problemi e trovare il cibo nei labirinti, la stimolazione di alcune regioni del cervello sembrava dare piacere agli animali. Essi testarono la stessa metodologia sugli esseri umani, e i risultati furono simili. La spiegazione del perché gli animali si impegnano in un comportamento che non ha alcun valore per la sopravvivenza di sé stessi o delle loro specie è che la stimolazione cerebrale sta attivando il loro sistema della ricompensa.Le ricerche condotte nei due decenni successivi stabilirono che la dopamina è una delle principali sostanze chimiche che favoriscono la trasmissione neurale in queste regioni e la dopamina è stata suggerita come "sostanza chimica del piacere" del cervello.
Ivan Pavlov era uno psicologo che usava il sistema di ricompensa per studiare il condizionamento classico. Pavlov usava il sistema di ricompensa premiando i cani con il cibo dopo aver sentito una campana o un altro stimolo. Pavlov stava ricompensando i cani in modo che i cani associassero il cibo, la ricompensa, alla campana, lo stimolo. Edward Lee Thorndike usò il sistema di ricompensa per studiare il condizionamento operante. Cominciò mettendo i gatti in un labirinto e mettendo il cibo fuori da esso, in modo che il gatto cercasse di uscire. I gatti si impegnavano per uscire dal labirinto e arrivare al cibo. Sebbene i gatti mangiassero il cibo dopo essere sfuggiti dal labirinto, Thorndike apprese che i gatti cercavano di sfuggire anche senza la ricompensa del cibo. Thorndike usava i benefici del cibo e della libertà per stimolare il sistema di ricompensa dei gatti. Thorndike usò questo per vedere come i gatti imparavano a sfuggire dal labirinto.

## Significato clinico

### Dipendenza
La sovraespressione del ΔFosB (DeltaFosB) - un fattore di trascrizione genica - nei neuroni medio spinosi di tipo D1 del nucleus accumbens è il fattore comune cruciale in praticamente tutte le forme di dipendenza (cioè dipendenze comportamentali e dipendenze da sostanze) che inducono comportamenti legati alla dipendenza e plasticità neurale. In particolare, ΔFosB promuove l'auto-somministrazione, la sensibilizzazione della ricompensa e ricompensa gli effetti di sensibilizzazione incrociata tra specifiche sostanze e comportamenti di dipendenza. Anche alcune modificazioni epigenetiche delle code delle proteine istoniche (cioè le modificazioni degli istoni) in specifiche regioni del cervello sono note per svolgere un ruolo cruciale nelle basi molecolari delle dipendenze.
Le droghe e i comportamenti che creano dipendenza sono gratificanti e rinforzano a causa dei loro effetti sulla via della ricompensa della dopamina
L'ipotalamo laterale e il fascio del proencefalo mediale sono stati i siti di ricompensa della stimolazione cerebrale più frequentemente studiati, in particolare negli studi sugli effetti delle droghe sulla stimolazione cerebrale della ricompensa. Il sistema di neurotrasmissione che è stato identificato più chiaramente con le azioni di sviluppo dell'abuso di droghe è il sistema mesolimbico della dopamina, con i suoi bersagli efferenti nel nucleus accumbens e le sue afferenze GABAergiche locali. Le azioni rilevanti per la ricompensa di anfetamina e cocaina sono nelle sinapsi dopaminergiche del nucleus accumbens e forse nella corteccia prefrontale mediale. I ratti imparano a premere la leva per le iniezioni di cocaina nella corteccia prefrontale mediale, che funziona aumentando il ricambio di dopamina nel nucleus accumbens. La nicotina infusa direttamente nel nucleus accumbens migliora anche il rilascio locale di dopamina, presumibilmente attraverso un'azione presinaptica sui terminali dopaminergici di questa regione. I recettori nicotinici si localizzano in corpi cellulari dopaminergici e le iniezioni locali di nicotina aumentano il rilascio di dopamina dalle cellule dopaminergiche che è fondamentale per la ricompensa nicotinica. Alcune droghe che sviluppano dipendenza sono anche in grado di diminuire la produzione di neuroni medi spinosi, nonostante l'attivazione di proiezioni dopaminergiche. Per gli oppiacei, il sito a soglia più bassa per gli effetti di ricompensa coinvolge azioni sui neuroni GABAergici nell'area tegmentale ventrale, un sito secondario di azioni di ricompensa degli oppiacei su neuroni di uscita medi spinosi del nucleus accumbens. Pertanto i neuroni GABAergici afferenti ai neuroni dopaminergici mesolimbici (substrato primario della ricompensa degli oppiacei), i neuroni mesolimbici della dopamina stessi (substrato primario della ricompensa dello stimolo psicomotorio) e gli efferenti GABAergici ai neuroni della dopamina mesolimbica (un sito secondario di ricompensa degli oppiacei) costituiscono il nucleo del circuito di droga-ricompensa attualmente caratterizzato.

### Motivazione
La salienza motivazionale disfunzionale appare in un numero di sintomi e disturbi psichiatrici. L'anedonia, tradizionalmente definita come una ridotta capacità di provare piacere, è stata riesaminata come riflesso della salienza degli incentivi, poiché la maggior parte dei pazienti anedonici mostra meccanismi di "liking" intatti. Dall'altra parte dello spettro, la salienza incentivante accresciuta che viene ristretta per stimoli specifici è caratteristica delle dipendenze comportamentali e della droga. Nel caso di paura o paranoia, la disfunzione può trovarsi in una salienza avversiva elevata.
Gli studi di neuroimaging condotti su diagnosi associate all'anedonia hanno riportato una ridotta attività nell'OFC e nello striato ventrale. Una meta analisi ha riportato che l'anedonia era associata a una ridotta risposta neuronale nel premiare l'anticipazione nel nucleo caudato, nel putamen, nel nucleus accumbens e nella corteccia prefrontale mediale (mPFC).

### Disturbi dell'umore
La depressione è associata a una motivazione ridotta, valutata dalla ridotta volontà di impegnarsi in uno sforzo per ottenere la ricompensa. Queste anomalie sono state provvisoriamente legate alla ridotta attività nelle aree del corpo striato e, mentre è ipotizzato che una disfunzione dopaminergica possa svolgere un ruolo, la maggior parte degli studi che sondano la funzione della dopamina nella depressione hanno riportato risultati contraddittori. Sebbene gli studi post-mortem e di neuroimaging abbiano riscontrato anomalie in numerose regioni del sistema di ricompensa, pochi risultati sono stati coerentemente replicati. Alcuni studi hanno riportato una riduzione dell'attività della corteccia prefrontale mediale (MCP) e della corteccia orbitofrontale (OFC), oltre all'aumento dell'attività dell'amigdala basolaterale e della corteccia cingolata sottogenuale (sgACC) durante attività legate alla ricompensa o agli stimoli positivi. Queste anomalie di neuroimaging sono accompagnate da una piccola ricerca post mortem, ma le poche ricerche condotte suggeriscono una riduzione delle sinapsi eccitatorie nella mPFC. L'attività ridotta nella mPFC durante attività legate alla ricompensa sembra essere localizzata in più regioni dorsali (cioè la corteccia del cingolo pregenuale), mentre la sgACC ventrale è iperattiva nella depressione. Anche i tentativi di investigare i circuiti neurali sottostanti nei modelli animali hanno prodotto risultati contrastanti. Due paradigmi sono comunemente usati per simulare la depressione, la sconfitta sociale cronica (CSDS) e lo stress mite cronico (CMS), anche se ne esistono altri. Il CSDS produce una ridotta preferenza per il saccarosio, riduce le interazioni sociali e aumenta l'immobilità nel test di nuoto forzato. Analogamente, il CMS riduce la preferenza per il saccarosio e la disperazione comportamentale, come valutato dalla sospensione della coda e dal test di nuoto forzato. Gli animali suscettibili al CSDS mostrano un aumento del VTA fasico e l'inibizione delle proiezioni VTA-NAcc attenua i deficit comportamentali indotti dal CSDS. Tuttavia, l'inibizione delle proiezioni VTA-mPFC aggrava il ritiro sociale. D'altra parte, le riduzioni associate a CMS associate alla preferenza per il saccarosio e all'immobilità sono state attenuate e esacerbate rispettivamente dall'eccitazione e dall'inibizione del VTA. Sebbene queste differenze possano essere attribuibili a diversi protocolli di stimolazione o a scarsi paradigmi di traslazione, i risultati variabili possono anche essere spiegati dalla funzionalità eterogenea delle regioni correlate alla ricompensa.
La stimolazione optogenetica della mPFC nel suo complesso produce effetti antidepressivi. Questo effetto appare localizzato all'omologo nel roditore della pgACC (la corteccia prelimbica), poiché la stimolazione dell'omologo nei roditori dello sgACC (la corteccia infralimbica) non produce effetti comportamentali. Inoltre, anche la stimolazione cerebrale profonda nella corteccia infralimbica, che si ritiene abbia un effetto inibitorio, produce un effetto antidepressivo. Questo risultato è congruente con l'osservazione che l'inibizione farmacologica della corteccia infralimbica attenua i comportamenti depressivi.

### Schizofrenia
La schizofrenia è associata a deficit di motivazione, comunemente raggruppati sotto altri sintomi negativi come la riduzione del linguaggio spontaneo. L'esperienza del piacere è spesso riferita come intatta, sia dal punto di vista comportamentale che neuronale, sebbene i risultati possano essere specifici per determinati stimoli, come i premi monetari. Inoltre, l'apprendimento implicito e semplici compiti legati alla ricompensa sono intatti nella schizofrenia. Piuttosto, i deficit del sistema di ricompensa presenti durante compiti legati alla ricompensa sono cognitivamente complessi, e sono associati sia ad attività striatale e della OFC anormale, sia ad anomalie in regioni associate a funzioni cognitive come la corteccia prefrontale dorsolaterale (dlPFC).